# Саль-Монжискар
Саль-Монжиска́р (фр. Salles-Mongiscard) — коммуна во Франции, находится в регионе Аквитания. Департамент — Атлантические Пиренеи. Входит в состав кантона Ортез и Тер-де-Гав и дю Сель. Округ коммуны — По.
Код INSEE коммуны — 64500.

## География
Коммуна расположена приблизительно в 650 км к югу от Парижа, в 155 км южнее Бордо, в 45 км к северо-западу от По.
На северо-востоке коммуны протекает река Гав-де-По.

### Климат
Климат тёплый океанический. Зима мягкая, средняя температура января — от +5°С до +13°С, температуры ниже −10 °C бывают редко. Снег выпадает около 15 дней в году с ноября по апрель. Максимальная температура летом порядка 20-30 °C, выше 35 °C бывает очень редко. Количество осадков высокое, порядка 1100 мм в год. Характерна безветренная погода, сильные ветры очень редки.

## Население
Население коммуны на 2010 год составляло 298 человек.
| 1962 | 1968 | 1975 | 1982 | 1990 | 1999 | 2010 |
| ---- | ---- | ---- | ---- | ---- | ---- | ---- |
| 180  | 196  | 202  | 225  | 262  | 258  | 298  |

## Администрация
| Период | Период | Фамилия            | Партия | Примечания |
| ------ | ------ | ------------------ | ------ | ---------- |
| 1945   | 1957   | Жорж Дартиг        |        |            |
| 1957   | 1968   | Рене Муск          |        |            |
| 1968   | 2008   | Андре Дартиг-Перу  |        |            |
| 2008   | 2020   | Реймон Эншассандаг |        |            |

## Экономика
В 2010 году среди 184 человек трудоспособного возраста (15-64 лет) 143 были экономически активными, 41 — неактивными (показатель активности — 77,7 %, в 1999 году было 65,8 %). Из 143 активных жителей работали 134 человека (72 мужчины и 62 женщины), безработных было 9 (2 мужчин и 7 женщин). Среди 41 неактивных 18 человек были учениками или студентами, 17 — пенсионерами, 6 были неактивными по другим причинам.

## Фотогалерея
- Въезд в Саль-Монжискар
- Мэрия
- Церковь
- Компания
- Зал